# Inge Pohmann

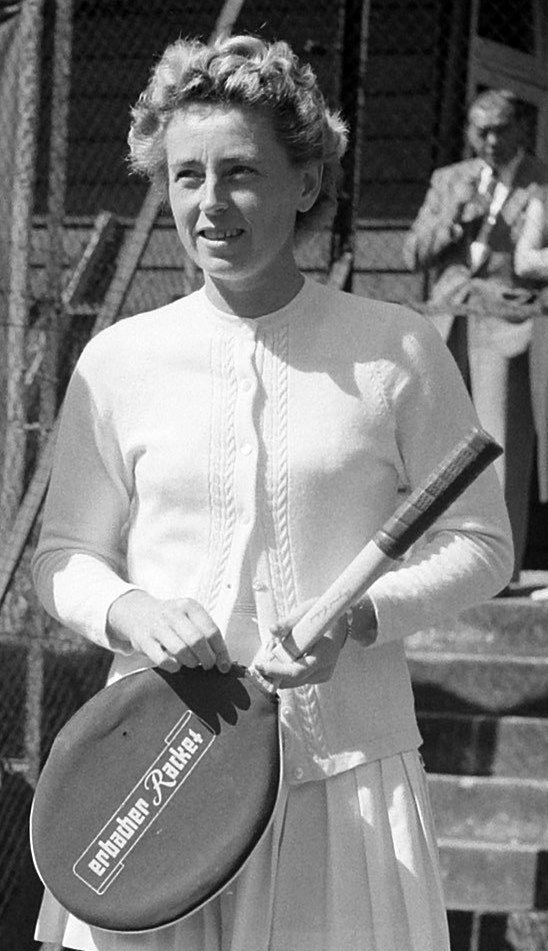
Inge Pohmann (1957)

Inge Pohmann, geborene Hartelt (* 1921 oder 1922; † 26. Januar 2005 in Berlin), war eine deutsche Tennisspielerin.
Die Diplomsportlehrerin Pohmann stand drei Jahre lang an der Nummer eins der deutschen Damen-Tennisrangliste. 1954 erreichte sie mit Rang 28 ihre beste Platzierung in der Weltrangliste.
Sie gewann neben drei Einzeltiteln 1950, 1951 und 1953 in den deutschen Meisterschaften auch mehrere Meisterschaften im Doppel und Mixed. Sie war Mitglied im Marienburger Sport-Club.
Am 2. Juli 1950 verlieh ihr der damalige Bundespräsident Theodor Heuss als erster Frau überhaupt das Silberne Lorbeerblatt.
Sie war mit dem Tennislehrer Kurt Pohmann verheiratet und ist Mutter des früheren Daviscupspielers und Fernsehsportreporters Hans-Jürgen Pohmann. Sie starb im Alter von 83 Jahren.